# ムラド・イスマイール・サイード
ムラド・イスマイール・サイード（アラビア語: مراد إسماعيل, 1982年12月15日 - ）は、パレスチナ出身の元サッカー選手。

## 来歴
パレスチナ代表が初優勝したAFCチャレンジカップ2014で大会最優秀選手賞（MVP）を受賞した。

## 所属クラブ
- アル・アハリ・カルキリヤ 2009-2011
- ヒラール・アル・クドゥス 2011-2013
- アル・ワフダート・クラブ 2013-2014
- ヒラール・アル・クドゥス[2] 2014-2018
- マルカズ・シャバーブ・バラータ 2018-2021

## タイトル

### クラブ
アル・ワフダート・クラブ
- ヨルダン・プロリーグ 優勝 (1) : 2013-14
- ヨルダン・カップ 優勝 (1) : 2013-14

ヒラール・アル・クドゥス
- ウェストバンク・プレミアリーグ 優勝 (1) : 2011-12

### 代表
パレスチナ代表
- AFCチャレンジカップ 優勝 (1) : 2014

### 個人
- AFCチャレンジカップ 最優秀選手賞 (1) : 2014